# Mistrovství světa v rychlobruslení ve víceboji 2014
Mistrovství světa v rychlobruslení ve víceboji 2014 se konalo ve dnech 22. a 23. března 2014 v rychlobruslařské hale Thialf v nizozemském Heerenveenu. Jednalo se o 108. šampionát pro muže a 72. pro ženy. Z předchozího mistrovství světa obhajovala zlatou medaili pouze Nizozemka Ireen Wüstová, její krajan Sven Kramer na šampionátu nestartoval. V Heerenveenu získali tituly mistrů světa Nizozemec Koen Verweij (první vícebojařský titul) a jeho reprezentační kolegyně Ireen Wüstová (celkově pátý titul ve víceboji a čtvrtý řadě za sebou).
Čeští závodníci na mistrovství nestartovali, Martina Sáblíková, která vybojovala v kvalifikaci jedno účastnické místo, šampionát kvůli únavě v náročné olympijské sezóně vynechala.
| Program                                       | Program                                           |
| --------------------------------------------- | ------------------------------------------------- |
| 22. března                                    | 23. března                                        |
| 500 m ženy 500 m muži 3000 m ženy 5000 m muži | 1500 m ženy 1500 m muži 5000 m ženy 10 000 m muži |

## Muži
Mužského mistrovství světa ve víceboji se zúčastnilo celkem 24 závodníků, 18 z Evropy: Nizozemsko (4), Norsko (3), Polsko (3), Itálie (2), Rusko (2), Belgie (1), Lotyšsko (1), Rakousko (1), Švédsko (1); 3 ze Severní Ameriky: USA (2), Kanada (1); a 3 z Asie: Čína (2), Kazachstán (1).
Polsko si v kvalifikaci na Mistrovství Evropy zajistilo 4 účastnická místa. Po nasazení pouze tří závodníků a nezájmu následujícího Ruska o vlastní třetí pozici tak místo připadlo Rakousku.
| Pořadí           | Jméno                 | Země       | 500 m       | 5000 m        | 1500 m        | 10 000 m      | Počet bodů |
| ---------------- | --------------------- | ---------- | ----------- | ------------- | ------------- | ------------- | ---------- |
| Zlatá medaile    | Koen Verweij          | Nizozemsko | 35,95 (2.)  | 6:19,69 (2.)  | 1:46,47 (2.)  | 13:19,12 (3.) | 149,365    |
| Stříbrná medaile | Jan Blokhuijsen       | Nizozemsko | 36,41 (7.)  | 6:17,78 (1.)  | 1:47,15 (6.)  | 13:13,93 (1.) | 149,600    |
| Bronzová medaile | Denis Juskov          | Rusko      | 36,75 (11.) | 6:20,15 (3.)  | 1:46,12 (1.)  | 13:17,84 (2.) | 150,030    |
| 4.               | Sverre Lunde Pedersen | Rusko      | 36,72 (10.) | 6:23,72 (5.)  | 1:46,86 (4.)  | 13:30,10 (5.) | 151,217    |
| 5.               | Bart Swings           | Belgie     | 36,88 (12.) | 6:26,78 (7.)  | 1:46,47 (2.)  | 13:29,42 (4.) | 151,519    |
| 6.               | Håvard Bøkko          | Rusko      | 35,95 (2.)  | 6:26,14 (6.)  | 1:48,01 (9.)  | 13:40,88 (7.) | 151,611    |
| 7.               | Renz Rotteveel        | Nizozemsko | 36,92 (13.) | 6:22,39 (4.)  | 1:46,94 (5.)  | 13:36,52 (6.) | 151,631    |
| 8.               | Konrad Niedźwiedzki   | Polsko     | 35,91 (1.)  | 6:36,11 (15.) | 1:47,31 (7.)  | 14:10,58 (8.) | 153,820    |
| 9.               | Jan Szymański         | Polsko     | 36,42 (8.)  | 6:31,38 (11.) | 1:47,74 (8.)  | —             | 111,471    |
| 10.              | Wouter olde Heuvel    | Nizozemsko | 36,34 (5.)  | 6:28,59 (8.)  | 1:48,92 (14.) | —             | 111,505    |
| 11.              | Haralds Silovs        | Lotyšsko   | 36,61 (9.)  | 6:37,63 (17.) | 1:48,05 (10.) | —             | 112,389    |
| 12.              | Sergej Grjazcov       | Rusko      | 36,93 (15.) | 6:32,93 (12.) | 1:48,55 (13.) | —             | 112,406    |
| 13.              | Dmitrij Babenko       | Kazachstán | 37,29 (19.) | 6:30,11 (10.) | 1:48,43 (12.) | —             | 112,444    |
| 14.              | Sun Lung-ťiang        | Čína       | 36,17 (4.)  | 6:38,46 (18.) | 1:50,83 (18.) | —             | 112,959    |
| 15.              | Bram Smallenbroek     | Rakousko   | 36,92 (13.) | 6:43,99 (21.) | 1:48,42 (11.) | —             | 113,459    |
| 16.              | Fredrik van der Horst | Rusko      | 37,17 (18.) | 6:36,90 (16.) | 1:49,82 (16.) | —             | 113,466    |
| 17.              | Andrea Giovannini     | Itálie     | 37,04 (17.) | 6:34,90 (14.) | 1:51,10 (20.) | —             | 113,563    |
| 18.              | Jang Fan              | Čína       | 36,34 (5.)  | 6:48,41 (23.) | 1:49,37 (15.) | —             | 113,637    |
| 19.              | Nils van der Poel     | Švédsko    | 37,92 (21.) | 6:28,68 (9.)  | 1:51,19 (21.) | —             | 113,851    |
| 20.              | Luca Stefani          | Itálie     | 37,56 (20.) | 6:39,02 (20.) | 1:50,96 (19.) | —             | 114,448    |
| 21.              | Edwin Park            | USA        | 36,94 (16.) | 6:49,60 (24.) | 1:51,99 (22.) | —             | 115,230    |
| 22.              | Jordan Belchos        | Kanada     | 38,74 (22.) | 6:38,92 (19.) | 1:52,03 (23.) | —             | 115,975    |
| 23.              | Patrick Meek          | USA        | 39,13 (23.) | 6:33,68 (13.) | 1:53,17 (24.) | —             | 116,221    |
| 24.              | Piotr Puszkarski      | Polsko     | 55,23 (24.) | 6:46,44 (22.) | 1:50,55 (17.) | —             | 132,724    |

## Ženy
Ženského mistrovství světa ve víceboji se zúčastnilo celkem 22 závodnic, 14 z Evropy: Nizozemsko (4), Rusko (4), Polsko (3), Norsko (2), Belgie (1); 3 ze Severní Ameriky: Kanada (3); a 5 z Asie: Čína (3), Japonsko (2).
V kvalifikaci na Mistrovství Evropy si účastnická místa vybojovaly taky Češka Martina Sáblíková a Němka Claudia Pechsteinová, které v Heerenveenu nestartovaly, jejich uvolněné pozice připadly Belgii a Norsku. Světového šampionátu se nezúčastnily ani dvě kvalifikované Američanky, takže standardní počet 24 závodnic byl snížen 22.
| Pořadí           | Jméno                         | Země       | 500 m       | 3000 m        | 1500 m        | 5000 m       | Počet bodů |
| ---------------- | ----------------------------- | ---------- | ----------- | ------------- | ------------- | ------------ | ---------- |
| Zlatá medaile    | Ireen Wüstová                 | Nizozemsko | 38,86 (1.)  | 3:58,83 (1.)  | 1:54,13 (1.)  | 6:59,07 (2.) | 158,615    |
| Stříbrná medaile | Olga Grafová                  | Rusko      | 39,84 (12.) | 4:05,51 (3.)  | 1:55,67 (2.)  | 7:00,01 (3.) | 161,315    |
| Bronzová medaile | Yvonne Nautová                | Nizozemsko | 41,09 (19.) | 4:03,20 (2.)  | 1:57,32 (5.)  | 6:57,59 (1.) | 162,488    |
| 4.               | Julija Skokovová              | Rusko      | 39,00 (2.)  | 4:08,60 (6.)  | 1:55,99 (3.)  | 7:18,50 (6.) | 162,946    |
| 5.               | Diane Valkenburgová           | Nizozemsko | 40,00 (15.) | 4:05,89 (4.)  | 1:58,45 (9.)  | 7:08,11 (4.) | 163,275    |
| 6.               | Irene Schoutenová             | Nizozemsko | 39,73 (10.) | 4:07,08 (5.)  | 1:59,49 (11.) | 7:11,56 (5.) | 163,896    |
| 7.               | Katarzyna Bachledová-Curuśová | Polsko     | 39,55 (5.)  | 4:08,75 (7.)  | 1:57,73 (6.)  | 7:19,97 (7.) | 164,248    |
| 8.               | Natalia Czerwonková           | Polsko     | 39,69 (8.)  | 4:11,26 (10.) | 1:56,91 (4.)  | 7:26,98 (8.) | 165,234    |
| 9.               | Luiza Złotkowská              | Polsko     | 39,93 (14.) | 4:09,34 (8.)  | 1:57,88 (7.)  | —            | 120,779    |
| 10.              | Kali Christová                | Kanada     | 39,37 (4.)  | 4:14,39 (12.) | 1:58,36 (8.)  | —            | 121,221    |
| 11.              | Jekatěrina Šichovová          | Rusko      | 39,13 (3.)  | 4:17,19 (15.) | 1:58,96 (10.) | —            | 121,648    |
| 12.              | Miho Takagiová                | Japonsko   | 39,68 (7.)  | 4:12,62 (11.) | 1:59,68 (12.) | —            | 121,676    |
| 13.              | Čao Sin                       | Čína       | 39,92 (13.) | 4:18,59 (16.) | 1:59,84 (13.) | —            | 122,964    |
| 14.              | Jevgenija Dmitrijevová        | Rusko      | 40,38 (16.) | 4:16,42 (14.) | 1:59,93 (14.) | —            | 123,092    |
| 15.              | Jelena Peetersová             | Belgie     | 41,39 (20.) | 4:10,67 (9.)  | 2:00,86 (16.) | —            | 123,454    |
| 16.              | Li Čchi-š'                    | Čína       | 40,48 (17.) | 4:20,21 (17.) | 2:00,66 (15.) | —            | 124,068    |
| 17.              | Liou Ťing                     | Čína       | 39,57 (6.)  | 4:22,96 (20.) | 2:03,70 (19.) | —            | 124,629    |
| 18.              | Ivanie Blondinová             | Kanada     | 40,66 (18.) | 4:22,13 (18.) | 2:02,75 (17.) | —            | 125,264    |
| 19.              | Shannon Rempelová             | Kanada     | 39,71 (9.)  | 4:29,72 (21.) | 2:03,43 (18.) | —            | 125,806    |
| 20.              | Šoko Fudžimuraová             | Japonsko   | 41,99 (21.) | 4:14,57 (13.) | 2:04,51 (21.) | —            | 125,921    |
| 21.              | Camilla Farestveitová         | Norsko     | 42,11 (22.) | 4:22,42 (19.) | 2:04,23 (20.) | —            | 127,256    |
| 22.              | Ida Njåtunová                 | Norsko     | 39,82 (11.) | DNS           | —             | —            | 39,820     |